# ذخیره‌گاه طبیعی مریم‌جواری
ذخیره‌گاه طبیعی مریم‌جواری (به لاتین: Mariamjvari Strict Nature Reserve) یک منطقه حفاظت‌شده در گرجستان است که در ساگارجو واقع شده‌است.